# كاواكامي غنساي
كاواكامي غنساي 河上彦斎 ولد وتوفي (4 ديسمبر 1834 - 13 يناير 1871) كان ساموراي ياباني في نهاية فترة إيدو، مقاتل سيف بارع عد واحدا من السفاحين الأربعة في فترة باكوماتسو. كان أسلوبه السريع في القتال يدعى شيرانوي. عرف بمعارضته لنظام توكوغاوا شوغون وبسبب ذلك خاض نزاعا مع مناصري ذلك النظام، عمل لمصلحة إيشين شيشي (أنصار الإمبراطور والذين كونوا فيما بعد حكومة ميجي) كمنفذ اغتيال، ولعل أشهر عملية قام بها اغتياله ساكوما شوزان في وضح النهار.

## بعد ثورة ميجي
سجن كاواكامي قبل ثورة ميجي، وبعد الثورة أطلق سراحه وغير اسمه إلى تاكادا غنباي وعمل كضابط في الجيش، لكن وبسبب إجارته لبعض المتشردين من جيش كيهيتاي عن طريق رفيقه أوراكو غنتارو، أعيد للسجن ونفذ حكم الإعدام فيه أواخر عام 1871.

## في فنون القصص
- شخصية هيمورا كنشين من مانغا وأنمي روروني كنشين مبنية على كاواكامي.
- اسم شخصية كاواكامي بانساي من مانغا وأنمي غينتاما مستوحى من اسم كاواكامي.

## اقرأ أيضا
- السفاحون الأربعة في فترة باكوماتسو
- إيشين شيشي
- باكوماتسو
- نظام توكوغاوا شوغون
- استعراش ميجي
- هيمورا كنشين